# Ur-Fascismo
"Ur-Fascismo" o "El fascismo eterno" (en italiano: Il fascismo eterno, o Ur-Fascismo) es un célebre e influyente ensayo del filósofo, novelista y semiólogo italiano Umberto Eco. Publicado por primera vez en 1995, el ensayo ofrece un análisis del fascismo, una definición del mismo y analiza sus características y rasgos fundamentales. Basándose en las experiencias personales de Eco, que creció en la Italia de Mussolini, y en su amplia investigación sobre los movimientos fascistas, el ensayo ofrece valiosas ideas sobre la naturaleza del fascismo y sus manifestaciones.

## Resumen
"El fascismo eterno" profundiza en las características fundamentales del fascismo. Eco plantea catorce elementos o rasgos clave, a los que se refiere como "maneras", que aparecen habitualmente en los movimientos fascistas. Aunque no todos estos rasgos están presentes en todos los movimientos fascistas, juntos crean un patrón reconocible. El ensayo se estructura en torno a estas catorce formas, proporcionando una exploración en profundidad del fascismo como ideología polifacética y adaptable.Sostiene que no es posible organizarlas en un sistema coherente, pero que "basta con que una de ellas esté presente para que el fascismo se coagule en torno a ella". Utiliza el término "ur-fascismo" como descripción genérica de diferentes formas históricas de fascismo. Las catorce propiedades son las siguientes:
1. "El culto a la tradición", caracterizado por el sincretismo cultural, aun a riesgo de contradicción interna. Cuando toda la verdad ya ha sido revelada por la tradición, no pueden producirse nuevos aprendizajes, sólo nuevas interpretaciones y refinamientos.
2. "El rechazo del modernismo", que considera el desarrollo racionalista de la cultura occidental desde la Ilustración como un descenso a la depravación. Eco distingue esto de un rechazo del avance tecnológico superficial, ya que muchos regímenes fascistas citan su potencia industrial como prueba de la vitalidad de su sistema.
3. "El culto a la acción por la acción", que dicta que la acción tiene valor en sí misma y debe emprenderse sin reflexión intelectual. Esto, dice Eco, está relacionado con el antiintelectualismo y el irracionalismo, y a menudo se manifiesta en ataques a la cultura y la ciencia modernas.
4. "El desacuerdo es traición" - el fascismo devalúa el discurso intelectual y el razonamiento crítico como barreras para la acción, así como por miedo a que dicho análisis exponga las contradicciones encarnadas en una fe sincretista.
5. "Miedo a la diferencia", que el fascismo trata de explotar y exacerbar, a menudo en forma de racismo o de un llamamiento contra los extranjeros y los inmigrantes.
6. "Gusto por la clase media frustrada", que teme las presiones económicas que las demandas y aspiraciones de los grupos sociales más bajos puedan crear.
7. "Obsesión por un complot" y exageración de una amenaza enemiga. Esto suele combinar una apelación a la xenofobia con el miedo a la deslealtad y al sabotaje de los grupos marginados que viven en la sociedad. Eco también cita el libro de Pat Robertson El Nuevo Orden Mundial como ejemplo destacado de obsesión por un complot.
8. Las sociedades fascistas presentan retóricamente a sus enemigos como "al mismo tiempo demasiado fuertes y demasiado débiles". Por un lado, los fascistas resaltan el poder de ciertas élites desfavorecidas para fomentar en sus seguidores un sentimiento de agravio y humillación. Por otro lado, los líderes fascistas señalan la decadencia de esas élites como prueba de su debilidad final frente a una voluntad popular abrumadora.
9. "El pacifismo es traficar con el enemigo" porque "la vida es una guerra permanente": siempre tiene que haber un enemigo al que combatir. Tanto la Alemania fascista de Hitler como la Italia de Mussolini trabajaron primero para organizar y limpiar sus respectivos países y luego construyeron las máquinas de guerra que más tarde pretendieron utilizar y utilizaron, a pesar de que Alemania estaba sometida a las restricciones del tratado de Versalles de no construir una fuerza militar. Este principio conduce a una contradicción fundamental dentro del fascismo: la incompatibilidad del triunfo final con la guerra perpetua.
10. El "desprecio por los débiles", que está incómodamente casado con un elitismo popular chovinista, en el que cada miembro de la sociedad es superior a los de fuera en virtud de su pertenencia al grupo de dentro. Eco ve en estas actitudes la raíz de una profunda tensión en la estructura fundamentalmente jerárquica de las políticas fascistas, ya que animan a los líderes a despreciar a sus subordinados, hasta llegar al líder supremo, que desprecia a todo el país por haberle permitido dominarlo por la fuerza.
11. "Todo el mundo es educado para convertirse en héroe", lo que lleva a abrazar un culto a la muerte. Como observa Eco, "[e]l héroe Ur-Fascista está impaciente por morir. En su impaciencia, envía con más frecuencia a otras personas a la muerte".
12. "Machismo", que sublima el difícil trabajo de la guerra permanente y el heroísmo en la esfera sexual. Los fascistas mantienen así "tanto el desprecio por las mujeres como la intolerancia y la condena de los hábitos sexuales atípicos, desde la castidad hasta la homosexualidad".
13. "Populismo selectivo" - el pueblo, concebido monolíticamente, tiene una voluntad común, distinta y superior al punto de vista de cualquier individuo. Como ninguna masa de gente puede ser verdaderamente unánime, el líder se erige en intérprete de la voluntad popular (aunque en realidad sólo él la dicta). Los fascistas utilizan este concepto para deslegitimar las instituciones democráticas a las que acusan de "no representar ya la voz del pueblo".
14. "Neolengua" - el fascismo emplea y promueve un vocabulario empobrecido para limitar el razonamiento crítico.

## Legado
"El fascismo eterno" sigue siendo una referencia fundamental para comprender e identificar los movimientos e ideologías fascistas. El análisis de Umberto Eco ofrece una visión de los patrones subyacentes y los peligros asociados al fascismo, contribuyendo a una mayor concienciación sobre el potencial del autoritarismo y el extremismo en la sociedad. El ensayo ha sido ampliamente citado en los debates académicos sobre el fascismo y el extremismo político.